# Тригонометрия
Тригономèтрията (на старогръцки: τρίγωνον и μέτρον, „триъгълник“ и „мярка“) е дял на математиката, изучаващ отношенията на ъглите и страните в триъгълника. За тази цел тригонометрията използва тригонометричните функции синус, косинус и тангенс и техните производни, които описват тези отношения и намират широко приложение в много други области на математиката, науката и техниката. Тригонометрията възниква през III век пр.н.е. като клон на геометрията, като първоначално намира приложение главно в астрономията.
Тригонометрията обикновено се преподава в основните и средните училища. Тя намира приложение както в чистата, така и в приложната математика, като е от съществена важност за много области на науката и техниката. Една от нейните подобласти, сферичната тригонометрия, играе важна роля в астрономията и навигацията. Други области, свързани с тригонометрията са хиперболичната и елиптичната геометрия.

## История
Египетските и вавилонските математици не измерват пряко ъглите, но изследват съотношенията между страните на подобни триъгълници и откриват някои техни свойства.
Едва през Елинистическата епоха (IV – I век пр.н.е.) тригонометрията се превръща в систематична наука. Математици от този период, като Евклид и Архимед, изследват свойствата на ъглова хорда и доказват теореми, еквивалентни на съвременните тригонометрични зависимости, макар че ги разглеждат в геометричен, а не в алгебричен контекст. Хипарх от Никея, работил в средата на II век пр.н.е., е автор на най-старите известни тригонометрични таблици в книгата си „Хорди в окръжност“, разширени от Клавдий Птолемей в неговия „Алмагест“. В Индия тригонометрични зависимости са описани в Суря Сидханта и работите на астронома Арябхата от V век.
Гръцките и индийски изследвания в областта на тригонометрията стават основа за работата на ислямските учени в тази област. През X век ислямските математици използват и всички основни тригонометрични функции, разполагат с таблици с техните стойности и ги прилагат към задачи от сферичната геометрия. Приблизително по това време тригонометрията е разработена по независим път и в Китай, макар че там тя не се превръща в значима област на изследване.
Тригонометричните методи достигат до Западна Европа през XII век чрез латински преводи на трудове на ислямски астрономи, като Мохамед ал-Батани и Насир ад-Дин ат-Туси. Една от най-ранните западни работи в областта на тригонометрията е „Пет книги за триъгълниците от всички видове“ („De triangulis omnimodis libri quinque“) на германеца Йохан Региомонтан, писана през 1462 – 1464 година. Въпреки това през XVI век тригонометрията продължава да бъде слабо позната в Европа и Николай Коперник отделя две глави от своя основен труд „За въртенето на небесните сфери“, за да обясни нейните основни положения. През 1595 година понятието „тригонометрия“ е използвано за пръв път от германеца Вартоломей Питиск в неговия труд „Тригонометрия: кратък и ясен трактат за решаването на триъгълници“ („Trigonometria: sive de solutione triangulorum tractatus brevis et perspicuus“).
През този период тригонометрията се превръща в основен клон на математиката, поради нуждите на корабоплаването и необходимостта от точни карти на обширни области. Фризиецът Гема Фризий за пръв път описва основаващия се на тригонометрията метод на триангулацията, използван до наши дни в геодезията. Трудовете на шотландците Джеймс Грегъри и Колин Маклорин стават основа за по-късното развитие на теорията на тригонометричните редове, а англичанинът Брук Тейлър извежда общите редове на Тейлър. 
Съвременния облик на тригонометрията дава германецът Леонард Ойлер през 1748 година, като прилага към нея методите на математическия анализ. Той прави значителни преобразувания в науката, като въвежда познатите днес означения sinx, cosx, tgx, въвежда традицията ъглите да се означават с главни букви, а срещулежащите им страни – със съответните малки букви. Първи прави представянето на тригонометричните криви като функции на ъгъла, като използва единичната окръжност. В книгата си „Увод в анализа на безкрайните“ Ойлер внася яснота по въпроса за знаците на тригонометричните функции в различните квадранти и дава събирателните формули.

## Основни тригонометрични зависимости в правоъгълния триъгълник
| sin α = a / c ; tg α = a / b ; sec α = c / b ; | cos α = b / c ; cotg α = b / a ; cosec α = c / a . |

Тригонометрията на правоъгълния триъгълник е много проста. Тъй като сумата от ъглите на един триъгълник е 180°, правият ъгъл на един такъв триъгълник е най-големият вътрешен ъгъл. Срещу него лежи най-дългата страна, наречена хипотенуза. Двете по-къси страни на триъгълника се наричат катети. Като се вземе за база един от двата остри ъгли, катетът срещу него се нарича срещулежащ (срещуположен) катет, а съседният катет – прилежащ катет.
От съотношенията на страните в триъгълника се получават следните тригонометрични функции:
- Синус е отношението на срещулежащия катет към хипотенузата.
- Косинус е отношението на прилежащия катет към хипотенузата.
- Тангенс е отношението на срещулежащия катет към прилежащия катет.
- Котангенс е отношението на прилежащия катет към срещулежащия катет.
- Секанс е отношението на хипотенузата към прилежащия катет.
- Косеканс е отношението на хипотенузата към срещулежащия катет.

{\displaystyle {\text{Синус от ъгъл}}={\frac {\text{срещулежащ катет}}{\text{хипотенуза}}}\quad ;\quad \quad \sin \alpha ={\frac {a}{c}}}
{\displaystyle {\text{Косинус от ъгъл}}={\frac {\text{прилежащ катет}}{\text{хипотенуза}}}\quad ;\quad \quad \cos \alpha ={\frac {b}{c}}}
{\displaystyle {\text{Тангенс от ъгъл}}={\frac {\text{срещулежащ катет}}{\text{прилежащ катет}}};\quad \quad \mathrm {tg} \ \alpha =\tan \alpha ={\frac {a}{b}}}
{\displaystyle {\text{Котангенс от ъгъл}}={\frac {\text{прилежащ катет}}{\text{срещулежащ катет}}};\quad \mathrm {cotg} \ \alpha =\mathrm {ctg} \ \alpha =\cot \alpha ={\frac {b}{a}}}
{\displaystyle {\text{Секанс от ъгъл}}={\frac {\text{хипотенуза}}{\text{прилежащ катет}}}\quad ;\quad \quad \quad \sec \alpha ={\frac {c}{b}}}
{\displaystyle {\text{Косеканс от ъгъл}}={\frac {\text{хипотенуза}}{\text{срещулежащ катет}}};\quad \mathrm {cosec} \ \alpha =\csc \alpha ={\frac {c}{a}}}
Тези дефиниции имат смисъл, тъй като различните правоъгълни триъгълници с еднакви ъгли са подобни и съответно при тях съотношенията между страните са еднакви. Така например, при едни и същи стойности на тригонометричните функции един триъгълник може да има двойно по-дълги страни от друг, т.е. тези стойности зависят само от съответните ъгли. Затова е правилно да се говори за функции на ъглите.

## Връзки между тригонометричните функции
Шестте тригонометрични функции (синус, косинус, тангенс, котангенс, секанс, косеканс) са свързани в определени зависимости помежду си. Връзките между тригонометричните функции следват от определенията за тях и се изразяват с формулите:
{\displaystyle \sin \alpha \,=\,\cos(90^{\circ }-\alpha )}
{\displaystyle \cos \alpha \,=\,\sin(90^{\circ }-\alpha )}
{\displaystyle \tan \alpha ={\frac {\sin \alpha }{\cos \alpha }}={\frac {1}{\cot \alpha }}}
{\displaystyle \cot \alpha ={\frac {\cos \alpha }{\sin \alpha }}={\frac {1}{\tan \alpha }}}
{\displaystyle \sec \alpha ={\frac {1}{\cos \alpha }}}
{\displaystyle \csc \alpha ={\frac {1}{\sin \alpha }}}

### Тъждество на Питагор
Тъждество е уравнение, което е вярно за всяка стойност на променливата. Преобразуваната с тригонометрични функции Питагорова теорема може да се запише във вида:
{\displaystyle \sin ^{2}\alpha +\cos ^{2}\alpha =1\ },
откъдето
{\displaystyle \sin \alpha ={\sqrt {1-\cos ^{2}\alpha }}\quad } и {\displaystyle \quad \cos \alpha ={\sqrt {1-\sin ^{2}\alpha }}}.
Двете уравнения по-долу са следствие от горното:
{\displaystyle \sec ^{2}\alpha -\tan ^{2}\alpha =1\ }
{\displaystyle \csc ^{2}\alpha -\cot ^{2}\alpha =1\ }.
| Функция   | Описание             | Връзка | Връзка |
| Функция   | Описание             | в градуси | в радиани |
| --------- | -------------------- | --- | --- |
| Синус     | срещулежащхипотенуза | {\displaystyle \sin \alpha =\cos \left(90^{\circ }-\alpha \right)={\frac {1}{\csc \alpha }}}                                      | {\displaystyle \sin \theta =\cos \left({\frac {\pi }{2}}-\theta \right)={\frac {1}{\csc \theta }}}                                      |
| Косинус   | прилежащхипотенуза   | {\displaystyle \cos \alpha =\sin \left(90^{\circ }-\alpha \right)={\frac {1}{\sec \alpha }}\,}                                    | {\displaystyle \cos \theta =\sin \left({\frac {\pi }{2}}-\theta \right)={\frac {1}{\sec \theta }}\,}                                    |
| Тангенс   | срещулежащприлежащ   | {\displaystyle \tan \alpha ={\frac {\sin \alpha }{\cos \alpha }}=\cot \left(90^{\circ }-\alpha \right)={\frac {1}{\cot \alpha }}} | {\displaystyle \tan \theta ={\frac {\sin \theta }{\cos \theta }}=\cot \left({\frac {\pi }{2}}-\theta \right)={\frac {1}{\cot \theta }}} |
| Котангенс | прилежащсрещулежащ   | {\displaystyle \cot \alpha ={\frac {\cos \alpha }{\sin \alpha }}=\tan \left(90^{\circ }-\alpha \right)={\frac {1}{\tan \alpha }}} | {\displaystyle \cot \theta ={\frac {\cos \theta }{\sin \theta }}=\tan \left({\frac {\pi }{2}}-\theta \right)={\frac {1}{\tan \theta }}} |
| Секанс    | хипотенузаприлежащ   | {\displaystyle \sec \alpha =\csc \left(90^{\circ }-\alpha \right)={\frac {1}{\cos \alpha }}}                                      | {\displaystyle \sec \theta =\csc \left({\frac {\pi }{2}}-\theta \right)={\frac {1}{\cos \theta }}}                                      |
| Косеканс  | хипотенузасрещулежащ | {\displaystyle \csc \alpha =\sec \left(90^{\circ }-\alpha \right)={\frac {1}{\sin \alpha }}}                                      | {\displaystyle \csc \theta =\sec \left({\frac {\pi }{2}}-\theta \right)={\frac {1}{\sin \theta }}}                                      |

## Зависимости в единична окръжност
За много цели са интересни тригонометричните стойности на ъгли по-големи от 90°. Единична окръжност се нарича окръжност с радиус, равен на единица, и център в началото на равнината на комплексните числа. На всеки ъгъл съответства една определена точка от единичната окръжност. Х-координатата на тази точка е стойността на косинуса на дадения ъгъл и Y-координатата е стойността на синуса.
Дадените по-горе дефиниции за стойностите на синуса и косинуса могат да се разширят без проблеми за стойности на ъгли над 90°. Вижда се, че за стойности между 90° и 270°, X-координатата, а също и косинусът, са отрицателни, съответно за ъгъл между 180° и 360°, Y-координатата и с това и синусът са отрицателни. Тези дефиниции могат да се прилагат и за ъгли, които са по-големи от 360°, както и за отрицателни ъгли.

## Зависимости в обикновен триъгълник
В обикновения триъгълник има формули, които позволяват да се определят неизвестните страни и ъглите в него. Използват се синусова теорема и косинусова теорема. Използването на синусовата теорема е полезно, когато са известни две страни и един от срещуположните ъгли или една страна и прилежащите ѝ ъгли.
{\displaystyle {\frac {a}{\sin \alpha }}={\frac {b}{\sin \beta }}={\frac {c}{\sin \gamma }}}
И косинусовите теореми позволяват от три известни страни да се пресметнат ъглите, или от две страни и един ъгъл между тях да се пресметне срещуположната страна.
{\displaystyle a^{2}\,=\,b^{2}+c^{2}-2bc\cos \alpha }
{\displaystyle b^{2}\,=\,a^{2}+c^{2}-2ac\cos \beta }
{\displaystyle c^{2}\,=\,a^{2}+b^{2}-2ab\cos \gamma }

### Примери за пресмятане в триъгълника

#### При известни три страни
Дадени са три страни {\displaystyle a,b,c}. Условие за решимост на задачата е изпълнение на неравенството на триъгълника, а именно дължината на всяка страна трябва да бъде по-малка от сбора на дължините на другите две страни на триъгълника:
{\displaystyle a<b+c;\;b<a+c;\;c<a+b}
За да се намерят ъглите на {\displaystyle \alpha ,\beta }, трябва да се използва косинусовата теорема:
{\displaystyle \alpha =\arccos {\frac {b^{2}+c^{2}-a^{2}}{2bc}}}
{\displaystyle \beta =\arccos {\frac {a^{2}+c^{2}-b^{2}}{2ac}}}
Третият ъгъл се намира веднага по правилото за сумата на трите ъгъла да е равна на 180°:
{\displaystyle ~\gamma =180^{\circ }-(\alpha +\beta )}.

#### Две страни и ъгъл между тях
Известни са дължините на страните {\displaystyle a,b} и ъгъла {\displaystyle \gamma } между тях. Този вариант на задачата има едно решение. За определяне на дължината на страната {\displaystyle c} се използва отново косинусовата теорема:
{\displaystyle c={\sqrt {a^{2}+b^{2}-2ab\cos \gamma }}}
След това задачата се свежда до предишния случай. По-нататък се използва косинусовата теорема за изчисляването на втория ъгъл:
{\displaystyle \alpha =\arccos {\frac {b^{2}+c^{2}-a^{2}}{2bc}}=\arccos {\frac {b-a\cos \gamma }{\sqrt {a^{2}+b^{2}-2ab\cos \gamma }}}}
Третият ъгъл се намира от теоремата за сбора на ъглите на триъгълника: {\displaystyle \beta =180^{\circ }-\alpha -\gamma }.

#### Две страни и ъгъл срещу една от тях
В този случай могат да съществуват две решения, едно решение или никакво решение. Известни са две страни {\displaystyle b,c} и ъгъл {\displaystyle \beta }. Уравнението за ъгъла {\displaystyle \gamma } се намира от синусовата теорема:
{\displaystyle \sin \gamma ={\frac {c}{b}}\sin \beta }
За по-кратко ще означим {\displaystyle ~D={\frac {c}{b}}\sin \beta } (дясна част на уравнението). При решението на уравнението са възможни 4 случая.
1. Задачата няма решение (страната {\displaystyle b} „не достига“ до линията BC) в два случая: ако {\displaystyle D>1} или ако ъгъла {\displaystyle \beta \geqslant 90^{\circ }} и при това {\displaystyle b\leqslant c.}
2. Ако {\displaystyle D=1}, Съществува едно-единствено решение, при това триъгълника е правоъгълен, {\displaystyle \gamma =90^{\circ }.}
3. Ако {\displaystyle D<1}, възможни са 2 варианта.
  1. Ако {\displaystyle b<c}, то ъгъла {\displaystyle \gamma } има две възможни решения: острия ъгъл {\displaystyle ~\gamma =\arcsin D} и тъп ъгъл {\displaystyle ~\gamma '=180^{\circ }-\gamma }. На скицата вдясно на първото значение съответства точка {\displaystyle C}, страна {\displaystyle b} и ъгъл {\displaystyle \gamma }, а на второто значение – точка {\displaystyle C'}, страна {\displaystyle b'=b} и ъгъл {\displaystyle \gamma '}.
  2. Ако {\displaystyle b\geqslant c}, то {\displaystyle \beta \geqslant \gamma } (както е известно, на голямата страна на триъгълника съответства по-големият противоположен ъгъл). Тъй като в триъгълника не може да има два тъпи ъгъла, за {\displaystyle ~\gamma } е изключен тъпия ъгъл, и решението {\displaystyle ~\gamma =\arcsin D} е единствено.

Третия ъгъл се определя по формулата {\displaystyle ~\alpha =180^{\circ }-\beta -\gamma }. Третата страна може да се намери по синусовата теорема:
{\displaystyle a=b\ {\frac {\sin \alpha }{\sin \beta }}}

#### Страна и два ъгъла
Дадена е страна {\displaystyle c} и два ъгъла. Тази задача има едно решение, ако сумата от двата ъгъла е по-малка от {\displaystyle 180^{\circ }}. В противен случай задачата няма решение.
Отначало се определя третия ъгъл. Например, ако са дадени ъглите {\displaystyle \alpha ,\beta }, то {\displaystyle ~\gamma =180^{\circ }-\alpha -\beta }. По нататък двете неизвестни страни се намират чрез синусовата теорема:
{\displaystyle a=c\ {\frac {\sin \alpha }{\sin \gamma }};\quad b=c\ {\frac {\sin \beta }{\sin \gamma }}}

## Формули за тригонометрични преобразувания
Формулите в тригонометрията са свързани с тригонометрични функции на кратни ъгли и части от ъгъла, суми, разлики, произведения и степени на тригонометричните функции и техните ъгли за всички стойности на ъглите {\displaystyle \alpha }, {\displaystyle \beta } и {\displaystyle \gamma }. Използват се за преобразуване и изчисление на тригонометрични изрази.

### Кратни ъгли
Формули за двоен ъгъл:
{\displaystyle \sin 2\alpha =2\sin \alpha \cos \alpha ={\frac {2\,\operatorname {tg} \,\alpha }{1+\operatorname {tg} ^{2}\alpha }}={\frac {2\,\operatorname {ctg} \,\alpha }{1+\operatorname {ctg} ^{2}\alpha }}={\frac {2}{\operatorname {tg} \,\alpha +\operatorname {ctg} \,\alpha }},}
{\displaystyle \cos 2\alpha =\cos ^{2}\alpha \,-\,\sin ^{2}\alpha =2\cos ^{2}\alpha \,-\,1=1\,-\,2\sin ^{2}\alpha ={\frac {1-\operatorname {tg} ^{2}\alpha }{1+\operatorname {tg} ^{2}\alpha }}={\frac {\operatorname {ctg} ^{2}\alpha -1}{\operatorname {ctg} ^{2}\alpha +1}}={\frac {\operatorname {ctg} \,\alpha -\operatorname {tg} \,\alpha }{\operatorname {ctg} \,\alpha +\operatorname {tg} \,\alpha }},}
{\displaystyle \operatorname {tg} \,2\alpha ={\frac {2\,\operatorname {tg} \,\alpha }{1-\operatorname {tg} ^{2}\alpha }}={\frac {2\,\operatorname {ctg} \,\alpha }{\operatorname {ctg} ^{2}\alpha -1}}={\frac {2}{\operatorname {ctg} \,\alpha -\operatorname {tg} \,\alpha }},}
{\displaystyle \operatorname {ctg} \,2\alpha ={\frac {\operatorname {ctg} ^{2}\alpha -1}{2\,\operatorname {ctg} \,\alpha }}={\frac {\operatorname {ctg} \,\alpha -\operatorname {tg} \,\alpha }{2}}.}
Формули за троен ъгъл:
{\displaystyle \sin \,3\alpha =3\sin \alpha -4\sin ^{3}\alpha ,}
{\displaystyle \cos \,3\alpha =4\cos ^{3}\alpha -3\cos \alpha ,}
{\displaystyle \operatorname {tg} \,3\alpha ={\frac {3\,\operatorname {tg} \,\alpha -\operatorname {tg} ^{3}\,\alpha }{1-3\,\operatorname {tg} ^{2}\,\alpha }},}
{\displaystyle \operatorname {ctg} \,3\alpha ={\frac {\operatorname {ctg} ^{3}\,\alpha -3\,\operatorname {ctg} \,\alpha }{3\,\operatorname {ctg} ^{2}\,\alpha -1}}.}
Други формули за кратни ъгли:
{\displaystyle \sin \,4\alpha =\cos \alpha \left(4\sin \alpha -8\sin ^{3}\alpha \right),}
{\displaystyle \cos \,4\alpha =8\cos ^{4}\alpha -8\cos ^{2}\alpha +1=8\sin ^{4}\alpha -8\sin ^{2}\alpha +1,}
{\displaystyle \operatorname {tg} \,4\alpha ={\frac {4\,\operatorname {tg} \,\alpha -4\,\operatorname {tg} ^{3}\,\alpha }{1-6\,\operatorname {tg} ^{2}\,\alpha +\operatorname {tg} ^{4}\,\alpha }},}
{\displaystyle \operatorname {ctg} \,4\alpha ={\frac {\operatorname {ctg} ^{4}\,\alpha -6\,\operatorname {ctg} ^{2}\,\alpha +1}{4\,\operatorname {ctg} ^{3}\,\alpha -4\,\operatorname {ctg} \,\alpha }},}
{\displaystyle \sin \,5\alpha =16\sin ^{5}\alpha -20\sin ^{3}\alpha +5\sin \alpha ,}
{\displaystyle \cos \,5\alpha =16\cos ^{5}\alpha -20\cos ^{3}\alpha +5\cos \alpha ,}
{\displaystyle \operatorname {tg} \,5\alpha =\operatorname {tg} \alpha {\frac {\operatorname {tg} ^{4}\alpha -10\operatorname {tg} ^{2}\alpha +5}{5\operatorname {tg} ^{4}\alpha -10\operatorname {tg} ^{2}\alpha +1}},}
{\displaystyle \operatorname {ctg} \,5\alpha =\operatorname {ctg} \alpha {\frac {\operatorname {ctg} ^{4}\alpha -10\operatorname {ctg} ^{2}\alpha +5}{5\operatorname {ctg} ^{4}\alpha -10\operatorname {ctg} ^{2}\alpha +1}},}
{\displaystyle \sin(n\alpha )=2^{n-1}\prod _{k=0}^{n-1}\sin \left(\alpha +{\frac {\pi k}{n}}\right)} следва от формулата за допълнение и формулата на Гаус за гама-функцията.
От формулата на Моавър може да се получи следният общ израз за  кратни ъгли:
{\displaystyle \sin(n\alpha )=\sum _{k=0}^{[(n-1)/2]}(-1)^{k}{\binom {n}{2k+1}}\cos ^{n-2k-1}\alpha \,\sin ^{2k+1}\alpha ,}
{\displaystyle \cos(n\alpha )=\sum _{k=0}^{[n/2]}(-1)^{k}{\binom {n}{2k}}\cos ^{n-2k}\alpha \,\sin ^{2k}\alpha ,}
{\displaystyle \mathrm {tg} (n\alpha )={\frac {\sin(n\alpha )}{\cos(n\alpha )}}={\dfrac {\displaystyle {\sum \limits _{k=0}^{[(n-1)/2]}(-1)^{k}{\binom {n}{2k+1}}\mathrm {tg} ^{2k+1}\alpha }}{\displaystyle {\sum \limits _{k=0}^{[n/2]}(-1)^{k}{\binom {n}{2k}}\mathrm {tg} ^{2k}\alpha }}},}
{\displaystyle \mathrm {ctg} (n\alpha )={\frac {\cos(n\alpha )}{\sin(n\alpha )}}={\dfrac {\displaystyle {\sum \limits _{k=0}^{[n/2]}(-1)^{k}{\binom {n}{2k}}\mathrm {ctg} ^{n-2k}\alpha }}{\displaystyle {\sum \limits _{k=0}^{[(n-1)/2]}(-1)^{k}{\binom {n}{2k+1}}\mathrm {ctg} ^{n-2k-1}\alpha }}},}
където {\displaystyle [n]} е цялата част на числото {\displaystyle n}, {\displaystyle {\binom {n}{k}}} — биномен коефициент.
Формули за половин ъгъл:
{\displaystyle \sin {\frac {\alpha }{2}}={\sqrt {\frac {1-\cos \alpha }{2}}},\quad 0\leqslant \alpha \leqslant 2\pi ,}
{\displaystyle \cos {\frac {\alpha }{2}}={\sqrt {\frac {1+\cos \alpha }{2}}},\quad -\pi \leqslant \alpha \leqslant \pi ,}
{\displaystyle \operatorname {tg} \,{\frac {\alpha }{2}}={\frac {1-\cos \alpha }{\sin \alpha }}={\frac {\sin \alpha }{1+\cos \alpha }},}
{\displaystyle \operatorname {ctg} \,{\frac {\alpha }{2}}={\frac {\sin \alpha }{1-\cos \alpha }}={\frac {1+\cos \alpha }{\sin \alpha }},}
{\displaystyle \operatorname {tg} \,{\frac {\alpha }{2}}={\sqrt {\frac {1-\cos \alpha }{1+\cos \alpha }}},\quad 0\leqslant \alpha <\pi ,}
{\displaystyle \operatorname {ctg} \,{\frac {\alpha }{2}}={\sqrt {\frac {1+\cos \alpha }{1-\cos \alpha }}},\quad 0<\alpha \leqslant \pi .}

### Произведения
Формули за произведения на функции на два ъгъла:
{\displaystyle \sin \alpha \sin \beta ={\frac {\cos(\alpha -\beta )-\cos(\alpha +\beta )}{2}},}
{\displaystyle \sin \alpha \cos \beta ={\frac {\sin(\alpha -\beta )+\sin(\alpha +\beta )}{2}},}
{\displaystyle \cos \alpha \cos \beta ={\frac {\cos(\alpha -\beta )+\cos(\alpha +\beta )}{2}},}
{\displaystyle \operatorname {tg} \,\alpha \,\operatorname {tg} \,\beta ={\frac {\cos(\alpha -\beta )-\cos(\alpha +\beta )}{\cos(\alpha -\beta )+\cos(\alpha +\beta )}},}
{\displaystyle \operatorname {tg} \,\alpha \,\operatorname {ctg} \,\beta ={\frac {\sin(\alpha -\beta )+\sin(\alpha +\beta )}{\sin(\alpha +\beta )-\sin(\alpha -\beta )}},}
{\displaystyle \operatorname {ctg} \,\alpha \,\operatorname {ctg} \,\beta ={\frac {\cos(\alpha -\beta )+\cos(\alpha +\beta )}{\cos(\alpha -\beta )-\cos(\alpha +\beta )}}.}
Подобни формули за произведенията на синусите и косинусите на три ъгъла:
{\displaystyle \sin \alpha \sin \beta \sin \gamma ={\frac {\sin(\alpha +\beta -\gamma )+\sin(\beta +\gamma -\alpha )+\sin(\alpha -\beta +\gamma )-\sin(\alpha +\beta +\gamma )}{4}},}
{\displaystyle \sin \alpha \sin \beta \cos \gamma ={\frac {-\cos(\alpha +\beta -\gamma )+\cos(\beta +\gamma -\alpha )+\cos(\alpha -\beta +\gamma )-\cos(\alpha +\beta +\gamma )}{4}},}
{\displaystyle \sin \alpha \cos \beta \cos \gamma ={\frac {\sin(\alpha +\beta -\gamma )-\sin(\beta +\gamma -\alpha )+\sin(\alpha -\beta +\gamma )-\sin(\alpha +\beta +\gamma )}{4}},}
{\displaystyle \cos \alpha \cos \beta \cos \gamma ={\frac {\cos(\alpha +\beta -\gamma )+\cos(\beta +\gamma -\alpha )+\cos(\alpha -\beta +\gamma )+\cos(\alpha +\beta +\gamma )}{4}}.}
Формули за произведенията на тангенси и котангенси на три ъгъла могат да бъдат получени чрез разделяне на дясната и лявата страна на съответните равенства, представени по-горе.

### Степени
{\displaystyle \sin ^{2}\alpha ={\frac {1-\cos 2\,\alpha }{2}}={\frac {\operatorname {tg} ^{2}\,\alpha }{1+\operatorname {tg} ^{2}\,\alpha }},}
{\displaystyle \cos ^{2}\alpha ={\frac {1+\cos 2\,\alpha }{2}}={\frac {\operatorname {ctg} ^{2}\,\alpha }{1+\operatorname {ctg} ^{2}\,\alpha }},}
{\displaystyle \operatorname {tg} ^{2}\,\alpha ={\frac {1-\cos 2\,\alpha }{1+\cos 2\,\alpha }}={\frac {\operatorname {sin} ^{2}\,\alpha }{1-\operatorname {sin} ^{2}\,\alpha }},}
{\displaystyle \operatorname {ctg} ^{2}\,\alpha ={\frac {1+\cos 2\,\alpha }{1-\cos 2\,\alpha }}={\frac {\operatorname {cos} ^{2}\,\alpha }{1-\operatorname {cos} ^{2}\,\alpha }},}
{\displaystyle \sin ^{3}\alpha ={\frac {3\sin \alpha -\sin 3\,\alpha }{4}},}
{\displaystyle \cos ^{3}\alpha ={\frac {3\cos \alpha +\cos 3\,\alpha }{4}},}
{\displaystyle \operatorname {tg} ^{3}\,\alpha ={\frac {3\sin \alpha -\sin 3\,\alpha }{3\cos \alpha +\cos 3\,\alpha }},}
{\displaystyle \operatorname {ctg} ^{3}\,\alpha ={\frac {3\cos \alpha +\cos 3\,\alpha }{3\sin \alpha -\sin 3\,\alpha }},}
{\displaystyle \sin ^{4}\alpha ={\frac {\cos 4\alpha -4\cos 2\,\alpha +3}{8}},}
{\displaystyle \cos ^{4}\alpha ={\frac {\cos 4\alpha +4\cos 2\,\alpha +3}{8}},}
{\displaystyle \operatorname {tg} ^{4}\,\alpha ={\frac {\cos 4\alpha -4\cos 2\,\alpha +3}{\cos 4\alpha +4\cos 2\,\alpha +3}},}
{\displaystyle \operatorname {ctg} ^{4}\,\alpha ={\frac {\cos 4\alpha +4\cos 2\,\alpha +3}{\cos 4\alpha -4\cos 2\,\alpha +3}}.}

### Тригонометрични функции от сума и разлика на ъгли
{\displaystyle \sin(\alpha \pm \beta )=\sin \alpha \cdot \cos \beta \pm \cos \alpha \cdot \sin \beta }
{\displaystyle \cos(\alpha \pm \beta )=\cos \alpha \ \cos \beta \mp \sin \alpha \ \sin \beta }
{\displaystyle \tan(\alpha \pm \beta )={\frac {\tan \alpha \pm \tan \beta }{1\mp \tan \alpha \ \tan \beta }}}
{\displaystyle \cot(\alpha \pm \beta )={\frac {\cot \alpha \ \cot \beta \mp 1}{\cot \beta \pm \cot \alpha }}}
Аналогични са формулите за сума от три ъгъла:
{\displaystyle \sin \left(\alpha +\beta +\gamma \right)=\sin \alpha \cos \beta \cos \gamma +\cos \alpha \sin \beta \cos \gamma +\cos \alpha \cos \beta \sin \gamma -\sin \alpha \sin \beta \sin \gamma ,}
{\displaystyle \cos \left(\alpha +\beta +\gamma \right)=\cos \alpha \cos \beta \cos \gamma -\sin \alpha \sin \beta \cos \gamma -\sin \alpha \cos \beta \sin \gamma -\cos \alpha \sin \beta \sin \gamma .}

### Суми и разлики от тригонометрични функции
{\displaystyle \sin \alpha +\sin \beta =2\sin {\frac {\alpha +\beta }{2}}\cos {\frac {\alpha -\beta }{2}}}
{\displaystyle \sin \alpha -\sin \beta =2\cos {\frac {\alpha +\beta }{2}}\sin {\frac {\alpha -\beta }{2}}}
{\displaystyle \cos \alpha +\cos \beta =2\cos {\frac {\alpha +\beta }{2}}\cos {\frac {\alpha -\beta }{2}}}
{\displaystyle \cos \alpha -\cos \beta =-2\sin {\frac {\alpha +\beta }{2}}\sin {\frac {\alpha -\beta }{2}}}
{\displaystyle \operatorname {tg} \alpha \pm \operatorname {tg} \beta ={\frac {\sin(\alpha \pm \beta )}{\cos \alpha \cos \beta }},}
{\displaystyle \operatorname {ctg} \alpha \pm \operatorname {ctg} \beta ={\frac {\sin(\beta \pm \alpha )}{\sin \alpha \sin \beta }},}
{\displaystyle 1\pm \sin {2\alpha }=(\sin \alpha \pm \cos \alpha )^{2},}
{\displaystyle \sin \alpha \pm \cos \alpha ={\sqrt {2}}\cdot \sin \left(\alpha \pm {\pi  \over 4}\right).}
Съществува представянето:
{\displaystyle A\sin \alpha +B\cos \alpha ={\sqrt {A^{2}+B^{2}}}\;\sin(\alpha +\phi ),}
където ъгълът {\displaystyle \phi } се намира от съотношенията
{\displaystyle \sin \phi ={\frac {B}{\sqrt {A^{2}+B^{2}}}},}
{\displaystyle \cos \phi ={\frac {A}{\sqrt {A^{2}+B^{2}}}}.}

### Заместване с тангенс от половин ъгъл
Всички тригонометрични функции може да се изразят чрез тангенс от половината ъгъл:
{\displaystyle \sin x={\frac {\sin x}{1}}={\frac {2\sin {\frac {x}{2}}\cos {\frac {x}{2}}}{\sin ^{2}{\frac {x}{2}}+\cos ^{2}{\frac {x}{2}}}}={\frac {2\operatorname {tg} {\frac {x}{2}}}{1+\operatorname {tg} ^{2}{\frac {x}{2}}}},}
{\displaystyle \cos x={\frac {\cos x}{1}}={\frac {\cos ^{2}{\frac {x}{2}}-\sin ^{2}{\frac {x}{2}}}{\cos ^{2}{\frac {x}{2}}+\sin ^{2}{\frac {x}{2}}}}={\frac {1-\operatorname {tg} ^{2}{\frac {x}{2}}}{1+\operatorname {tg} ^{2}{\frac {x}{2}}}},}
{\displaystyle \operatorname {tg} ~x={\frac {\sin x}{\cos x}}={\frac {2\operatorname {tg} {\frac {x}{2}}}{1-\operatorname {tg} ^{2}{\frac {x}{2}}}},}
{\displaystyle \operatorname {ctg} ~x={\frac {\cos x}{\sin x}}={\frac {1-\operatorname {tg} ^{2}{\frac {x}{2}}}{2\operatorname {tg} {\frac {x}{2}}}},}
{\displaystyle \sec x={\frac {1}{\cos x}}={\frac {1+\operatorname {tg} ^{2}{\frac {x}{2}}}{1-\operatorname {tg} ^{2}{\frac {x}{2}}}},}
{\displaystyle \operatorname {cosec} ~x={\frac {1}{\sin x}}={\frac {1+\operatorname {tg} ^{2}{\frac {x}{2}}}{2\operatorname {tg} {\frac {x}{2}}}}.}

### Формула на Ойлер
Формулата на Ойлер {\displaystyle \quad e^{ix}=\cos x+i\sin x\quad } извежда следните тъждества за sin, cos и tan, изразени с експонентата {\displaystyle e} и имагинерната единица {\displaystyle i}:
{\displaystyle \sin x={\frac {e^{ix}-e^{-ix}}{2i}},\qquad \cos x={\frac {e^{ix}+e^{-ix}}{2}},\qquad \tan x={\frac {i(e^{-ix}-e^{ix})}{e^{ix}+e^{-ix}}}.}

## Сферична тригонометрия
Важна отделна част от тригонометрията, използвана в астрономията, навигацията, геодезията и други отрасли е сферичната тригонометрия, която се занимава със свойствата на ъглите между големите кръгове на сферата и дъги на тези големи кръгове. Геометрията на сферата се различава съществено от плоската геометрия (Евклидова геометрия). Тъй като сумата от ъглите в сферичния триъгълник е различен от 180°, триъгълникът може да има и три прави ъгъла. В сферичната тригонометрия дължината на страните на триъгълника (дъги от големи кръгове на сферата) се изразяват посредством централни ъгли, съответстващи на тези дъги. Затова например, теорема за сферичните синуси се изразява във вида
{\displaystyle {\frac {\sin a}{\sin A}}={\frac {\sin b}{\sin B}}={\frac {\sin c}{\sin C}},}
и съществуват две двойствени теореми за сферичните косинуси.

## Области на приложение
Тригонометрията играе важна роля в различни области на живота:
В геодезията се използва триангулацията, когато от две известни точки се прави измерване към други позиции (измерване на ъгли) и от там се определя тригонометрично положението на новите точки. В астрономията по този начин се определят разстоянията до планетите, луната и по-близко разположените звезди. По същият начин се извършва навигацията на самолети и кораби.
Във физиката синусните и косинусните функции служат за това да се описват математически колебанията и вълните (например при звукови вълни или при електромагнитни вълни). По същият начин се описват и електрическият ток и напрежението чрез синусоидални функции.
Освен тези приложения, трябва да се отбележат и множеството области в които се използва тригонометрията, като архитектура, машиностроене, топография, геодезия, картография, много раздели на физиката, теория на музиката, акустика, оптика, финансов анализ, електроника, теория на вероятностите, статистика, биология, медицина, химия, теория на числата (криптография), сеизмология, метеорология, океанография, икономика, фармакология, кристалография, зрително възприятие и т.н.
Това, че тези области използват тригонометрията, не означава, че нейното непознаване ще пречи някои от тях да се изучават. Един музикант може да не познава добре математиката, но сигурно знае, че Питагор е първият учен, разработвал математически теорията на музиката.